# Kuddby
Kuddby är kyrkbyn i Kuddby socken i Norrköpings kommun i Östergötlands län. Den ligger vid en femvägskorsning mellan  Söderköping i sydväst och Östra Husby i nordost.
I byn återfinns Kuddby kyrka.